# Хэнэсень
Хэнэсень (рум. Hănăseni, Ганасены) — село в Кантемирском районе Молдавии. Наряду с сёлами Плешень и Тэтэрэшень входит в состав коммуны Плешень.

## История
21 февраля 1970 года сёла Ганасены-де-Пэдуре и Татарашены объединены в село Ганасены. Указом от 31 января 1991 года село Татарашены было восстановлено.

## География
Село расположено на высоте 79 метров над уровнем моря.

## Население
По данным переписи населения 2004 года, в селе Хэнэсень проживает 1611 человек (825 мужчин, 786 женщин).
Этнический состав села:
| Национальность | Число жителей | Процентный состав |
| -------------- | ------------- | ----------------- |
| молдаване      | 1590          | 98.7              |
| болгары        | 14            | 0.87              |
| русские        | 3             | 0.19              |
| румыны         | 2             | 0.12              |
| украинцы       | 1             | 0.06              |
| гагаузы        | 1             | 0.06              |
| Всего          | 1611          | 100%              |